# La Captive
La Captive je francouzsko-belgický hraný film z roku 2000, který režírovala Chantal Akermanová. Film je volně inspirován románem Marcela Prousta Uvězněná z cyklu Hledání ztraceného času. Snímek měl světovou premiéru na filmovém festivalu v Cannes dne 15. května 2000.

## Děj
Simon pochází z bohaté rodiny. Žije se svou babičkou ve velkém bytě v luxusní pařížské čtvrti. Má jednu posedlost a jediný cíl svého života: aby s ním Ariane zůstala. Neúnavně nepřestává financovat život mladé ženy. Ta se však stýká i s jinými osobami, kvůli čemuž Simon trpí, protože o jejich kontaktech neví všechno.

## Obsazení
| Stanislas Merhar | Simon           |
| Sylvie Testudová | Ariane          |
| Olivia Bonamy    | Andrée          |
| Liliane Rovère   | chůva Françoise |
| Françoise Bertin | babička         |
| Aurore Clément   | herečka Léa     |
| Vanessa Larré    | Hélène          |
| Samuel Tasinaje  | Levy            |
| Jean Borodine    | řidič           |
| Anna Mouglalis   | Isabelle        |
| Bérénice Bejo    | Sarah           |